# I.D. (ゲームブランド)
I.D.（アイ・ディー）は、アダルトゲームのブランド。

## 概要
2010年1月1日に龍牙翔により設立されたブランドで、公式サイトではゲームだけでなく、龍牙翔が過去に執筆した漫画単行本（一般向け・成人向け）や画集も紹介されている。ブランド名のI.D.には決まった意味はなく、龍牙翔は「Impact Drive」と解釈している。
2012年末には姉妹ブランドのP.W.（ぱすわーど）が発足した。2013年7月26日に第1作『俺と彼女がミステリーな件について』が発売された。こちらでは水島空彦がメイン原画を担当し、龍牙翔は補助的な役割となっている。

## 作品一覧

### I.D
- 2011年5月27日 - 初恋予報。
- 2012年2月24日 - 初恋前線。
- 2013年2月28日 - 恋の話と
- 2014年6月27日 - ラブリレーション

### P.W.
- 2013年7月26日 - 俺と彼女がミステリーな件について